# باراوابيباس
باراوابيباس هي بلدية في البرازيل، تتبع بارا، بلغ عدد سكانها 153٬908  نسمة، في 2010، تبلغ مساحتها 6٬886٫208 كيلومتر مربع.

## الموقع
تشترك في الحدود مع:
- مارابا.

## أعلام
- رافاييل لوبيز فيريرا